# 1988 au Maroc
Chronologie du Maroc
- 1984
- 1985
- 1986
- 1987
- 1988
- 1989
- 1990
- 1991
- 1992

Cet article présente les faits marquants de l'année 1988 au Maroc ou relatifs au Maroc.

## Événements
- 16 mai : rétablissement des relations diplomatiques entre l’Algérie et le Maroc, rompues depuis mars 1976[1].
- 30 août : le Maroc et le Front Polisario entament des négociations. Les deux parties acceptent la médiation conjointe des Nations unies et de l’OUA mais ne parviennent pas à une entente[1].

## Sports
- L'équipe du Maroc olympique a remporté 3 médailles (1 en or et 2 en bronze) lors des Jeux olympiques d'été de 1988 à Séoul, se situant à la 28e place des nations au tableau des médailles.
- La participation du Maroc aux Jeux olympiques d'hiver de 1988 à Calgary au Canada, du 13 au 28 février 1988, constitue la troisième participation du pays à des Jeux olympiques d'hiver après 1984. La délégation marocaine est composée de trois athlètes : Ahmed Ait Moulay, Hammadi Ouachit et Lotfi Housni Alaoui, tous en ski alpin.
- La Coupe d'Afrique des nations de football 1988 est la seizième édition de la Coupe d'Afrique des nations. Elle a lieu au Maroc du 13 mars au 27 mars 1988. Elle est remportée par le Cameroun. La compétition devait avoir initialement lieu en Zambie, avant d'être octroyé au Maroc.
- La Coupe du Maroc de football 1987-1988 est la trente-deuxième édition de la compétition.
- La Coupe du Maroc de football 1988-1989 est la trente-troisième édition de la compétition.

## Culture
- Badis ( باديس) est un film marocain réalisé par Mohamed Abderrahman Tazi.